# Oxyopes raviensis
Oxyopes raviensis är en spindelart som beskrevs av Sarah Creecie Dyal 1935. Oxyopes raviensis ingår i släktet Oxyopes och familjen lospindlar.
Artens utbredningsområde är Pakistan. Inga underarter finns listade i Catalogue of Life.